# Monanthotaxis trichocarpa
Monanthotaxis trichocarpa (Engl. & Diels) Verdc. – gatunek rośliny z rodziny flaszowcowatych (Annonaceae Juss.). Występuje naturalnie w Malawi, Mozambiku, Tanzanii oraz Kenii. 

## Morfologia
PokrójZimozielony pnący krzew lub zdrewniałe liany. Dorasta do 1,5–6 m wysokości. Gałęzie są owłosione.
LiścieMają kształt od odwrotnie jajowatego do podłużnie lancetowatego. Mierzą 6–14 cm długości oraz 2,5–6 cm szerokości. Nasada liścia jest sercowata. Blaszka liściowa jest o wierzchołku od zaokrąglonego do ostrego. Ogonek liściowy jest owłosiony i dorasta do 2–5 mm długości.
KwiatySą pojedyncze lub zebrane w pary, rozwijają się w kątach pędów. Działki kielicha mają owalnie trójkątny kształt, są owłosione od zewnętrznej strony i dorastają do 2–3 mm długości. Płatki mają owalny kształt i żółtą barwę, są owłosione, osiągają do 6–12 mm długości. Kwiaty mają 18–36 pręcików i 6–12 owłosionych owocolistków o jajowato cylindrycznym kształcie i długości 2 mm.
OwocePojedyncze mają kształt od jajowatego do cylindrycznego, zebrane po 2–8 w owoc zbiorowy. Są osadzone na szypułkach. Osiągają 9–10 mm długości i 5–6 mm szerokości. Mają różową lub pomarańczową barwę.

## Biologia i ekologia
Rośnie w wiecznie zielonych lasach. Występuje na wysokości do 600 m n.p.m. (maksymalnie 1000 m n.p.m.), natomiast inne źródła podają do 900 m n.p.m.